# Balls Out
Balls Out är det tredje studioalbumet och av det amerikanska glam metal-bandet Steel Panther. Utgivet den 28 oktober 2011 av skivbolaget Universal Republic Records. Albumet är även det andra albumet med Steel Panther som bandnamn, då de hette Metal Skool på sitt debutalbum Hole Patrol. Albumet producerades av Jay Ruston som även producerade Steel Panthers förra album, Feel the Steel.
| Nr  | Titel                                                            | Längd |
| --- | ---------------------------------------------------------------- | ----- |
| 1.  | In the Future (featuring Dane Cook)                              | 1:28  |
| 2.  | Supersonic Sex Machine                                           | 3:10  |
| 3.  | Just Like Tiger Woods                                            | 3:41  |
| 4.  | 17 Girls in a Row                                                | 3:42  |
| 5.  | If You Really Really Love Me                                     | 2:25  |
| 6.  | It Won't Suck Itself (featuring Chad Kroeger & Nuno Bettencourt) | 2:54  |
| 7.  | Tomorrow Night                                                   | 2:58  |
| 8.  | Why Can't You Trust Me                                           | 4:01  |
| 9.  | That's What Girls Are For                                        | 3:39  |
| 10. | Gold Digging Whore                                               | 3:55  |
| 11. | I Like Drugs                                                     | 4:19  |
| 12. | Critter                                                          | 3:39  |
| 13. | Let Me Come In                                                   | 3:30  |
| 14. | Weenie Ride                                                      | 4:20  |
| 15. | Do You Wanna Do Me (Bonuslåt i Japan)                            | 3:18  |
| 16. | Handicapped Slut (Bonuslåt i Japan)                              | 4:01  |

## Medverkande
- Michael Starr - sång och bakgrundssång
- Satchel - sologitarr, kompgitarr, akustisk gitarr och bakgrundssång
- Lexxi Foxxx - elbas och bakgrundssång
- Stix Zadinia - trummor, slagverk, piano ("Weenie Ride") och bakgrundssång

Gäst medverkare
- Chad Kroeger (Nickelback) - sång ("It Won't Suck Itself")
- Nuno Bettencourt (Extreme) - gitarrsolo ("It Won't Suck Itself")